# Israele all'Eurovision Young Musicians
Israele ha debuttato all'Eurovision Young Musicians 1986, svoltosi a Copenaghen, in Danimarca.

## Partecipazioni
- Primo posto
- Secondo posto
- Terzo posto

| Anno                                    | Artista           | Strumento   | Canzone | Posizione       | Posizione       |
| Anno                                    | Artista           | Strumento   | Canzone | Finale          | Semifinale      |
| --------------------------------------- | ----------------- | ----------- | --- | --------------- | --------------- |
| 1986                                    | Shira Ravin       | Violino     | 1) Concerto per violino in E minore, Op. 64 Felix Mendelssohn Bartholdy                                       | Non qualificato | Non qualificato |
| Nessuna partecipazione dal 1988 al 2016 |                   |             | |                 |                 |
| 2018                                    | Tamir Naaman-Pery | Violoncello | 1) Hungarian Rhapsody, Op. 68 di David Popper 2) Preludio-Fantasia da Suite per Violoncello di Gaspar Cassadó | Non qualificato | Non qualificato |
| Nessuna partecipazione dal 2020 al 2024 |                   |             | |                 |                 |